# Светогорское городское поселение
Светого́рское городско́е поселе́ние — муниципальное образование в составе Выборгского района Ленинградской области. Административный центр — город Светогорск.

## География
Светогорское городское поселение располагается на севере Выборгского района. Граничит с Каменногорским городским поселением и Республикой Финляндия.
По территории поселения проходят автомобильные дороги:
- А181 (часть E 18) «Скандинавия» (Санкт-Петербург — Выборг — граница с Финляндией)
- 41К-024 (Среднегорье — ур. Топольки)
- 41К-184 (Каменногорск — Лесогорский)
- 41К-412 (Лесогорский — Светогорск)
- 41К-417 (Лесогорский — ур. Топольки)
- 41К-422 (подъезд к пос. Правдино)

Расстояние от административного центра поселения до районного центра — 54 км.
Крупнейшая водная артерия поселения — река Вуокса.

## История
1 января 2006 года в соответствии с областным законом № 17-оз от 10 марта 2004 года «Об установлении границ и наделении соответствующим статусом муниципальных образований Всеволожский район и Выборгский район и муниципальных образований в их составе» были образованы Светогорское городское поселение в составе города Светогорск и Лесогорское городское поселение, включившее в себя городской посёлок Лесогорский и территорию бывшей Лосевской волости.
На референдуме 2 марта 2008 года жители поселения высказались за объединение с Лесогорским городским поселением.
С 1 января 2010 года Светогорское городское поселение включило в себя всю территорию бывшего Лесогорского городского поселения, с сохранением административного центра новообразованной административной единицы в Светогорске.

## Население
| 2006    | 2010    | 2011    | 2012    | 2013    | 2014    | 2015    |
| ------- | ------- | ------- | ------- | ------- | ------- | ------- |
| 15 400  | ↗20 272 | ↘20 248 | ↘20 183 | ↗20 243 | ↘20 232 | ↘20 192 |
| 2016    | 2017    | 2018    | 2019    | 2020    | 2021    | 2023    |
| ↘20 121 | ↘20 019 | ↘19 808 | ↘19 591 | ↘19 413 | ↘17 728 | ↘17 463 |
| 2024    | 2025    |         |         |         |         |         |
| ↘17 303 | ↘17 174 |         |         |         |         |         |

## Состав городского поселения
| № | Населённый пункт | Тип населённого пункта        | Население      |
| - | ---------------- | ----------------------------- | -------------- |
| 1 | Лесогорский      | пгт                           | ↘3014 (2025)   |
| 2 | Лосево           | деревня                       | ↗1028 (2017)   |
| 3 | Правдино         | посёлок                       | ↘41 (2017)     |
| 4 | Светогорск       | город, административный центр | ↘13 296 (2025) |

## Инфраструктура
На территории поселения расположены 4 средних общеобразовательных школы, 5 детских садов, 1 начальная школа-детский сад, больница, поликлиника и ещё несколько лечебных учреждений. Несколько библиотек и учреждений культуры, 2 бани, более 250 предприятий торговли и 300 производственных предприятий. Работает кабельное телевидение с 11 каналами.